# هنر گلیچ

یک نمونه از ویدئوی گلیچ شده. (مای مورای در یک صحنه تست)

هنر گلیچ (به انگلیسی: Glitch art) یک سبک هنری است که برای اهداف زیبایی‌شناسی تلاش می‌کند تا ارور، پارازیت و نویزهای دیجیتال و آنالوگ را در یک اثر، مانند عکس، ویدئو، صدا و موسیقی بکارگیرد، تا یک اثر متفاوت و غافل‌گیر کننده پدید آورد.